# 1992 (TV-serie)
1992  är en spansk thriller- och dramaserie som hade premiär den 13 december 2024 på strömningstjänsten Netflix. Serien består av 6 avsnitt och är skapad av Álex de la Iglesia och Jorge Guerricaechevarría.

## Handling
Serien kretsar kring Amporo som efter att hennes man omkommit i en explosion söker efter svar på vad som varit orsaken.

## Rollista (i urval)
- Paz Vega - Carmen
- Gorka Lasaosa - Robledo
- Pablo Puyol
- Carlos Santos
- Marian Álvarez - Amporo
- Mona Martínez